# Bartalis István
Bartalis István (Csíkszereda, 1990. szeptember 7. –) magyar válogatott jégkorongozó.

## Pályafutása
2009-ben játszott először az IF Troja-Ljungby felnőtt csapatában. Három szezon után a Sapa Fehérvár AV 19 eladta játékjogát a német Deutscher Eishockey Bund ligában játszó Schwenninger Wild Wings-nek. 2010-ben mutatkozott be a magyar válogatottban.
2013-ban és 2016-ban a Magyar Jégkorong Szövetség az év jégkorongozójának választotta. Az A-csoportos  2016-os jégkorong-világbajnokságon a Magyar férfi jégkorong-válogatott legjobb három játékosa közé is beválasztotta az IIHF.